# 黙示録の四騎士 (漫画)
『黙示録の四騎士』（もくしろくのよんきし）は、鈴木央による日本の漫画作品。『週刊少年マガジン』（講談社）にて、2021年9号から連載中。
2012年から2020年まで同誌で連載された『七つの大罪』の続編であり、聖戦終結から16年後の世界を舞台とし、少年・パーシバルを主人公とした物語が展開される。

## あらすじ
ある予言「遠くない未来、世界を滅ぼす四人の聖騎士が現れる。その名を〈黙示録の四騎士〉」。
厄災の目を摘まんと色めき立つ者は、アーサー王に忠誠を誓いし一騎当千の騎士たち。その余波は遠く辺境まで及ぶ。
”神の指”に住む少年パーシバルは祖父のバルギスと共に平和な生活を送っていたが、ある日実の父親にバルギスを殺害されてしまう。パーシバルは、なぜバルギスが殺されたのか、そしてその父親イロンシッドの親玉アーサー・ペンドラゴンを倒すために旅に出る。
パーシバルは神の指から降りると狐を見つける。あとをつけていくと、ある大道芸人たちの劇の練習に遭遇する。その大道芸人たちはそれぞれ「カッツ」「エルバ」「ドニー」という。するとイロンシッド同様アーサー王の配下黒い騎士ペルガルドが現れる。ペルガルドはパーシバルを気に入り、この手で直々に育てたいと言う。そうしてペルガルドの猛攻に苦戦するなか、パーシバルの魔力が覚醒する。その魔力は万人に一人と言われる「英雄型」。その魔力を使いペルガルドと戦うがピンチに陥り、そこにドニーの魔力「浮遊」で隙を作った。そこに現れたのは神の指から降りたときに会った狐だった。その狐は尾を起用に使い、呪言の玉を割って村から離れたところに飛ばした。
そこでパーシバルが狐から告げられたのは、四つの厄災で世界を滅ぼす四人の騎士「飢餓」「疫病」「戦争」「死」が存在すること、そして自身がその中の一人であることだった。

## 登場人物
声の項は特記が無い限り、テレビアニメ版の声優。

### 主要人物
パーシバル
声 - 小村将、佐藤はな（赤子） / 悠木碧（2021年PV）
身長：150cm / 体重：50kg / 血液型：O型 / 種族：人間(？) / 誕生日：4月15日 / 年齢：16歳
本作の主人公。〈黙示録の四騎士〉の一人で、祖父のバルギスと暮らしていた少年。見た目は幼い少年のようだが、実年齢は16歳。バルギスがイロンシッドに殺されたことから、自分の真実を知るべく旅に出た。旅をしていたドニーや喋る狐のシンをはじめとして、その旅の中で多くの仲間と出会う。
純真無垢な少年で、年齢不相応に幼い見た目と人格をしている。清廉でまっすぐな人格をしているが、大切なものを傷つけられた時は強い怒りをあらわにする。強い正義感の持ち主で非道な行いをするアーサー王やキャメロットの騎士には敵対心を抱く一方、敵であっても殺生は拒み、悪い相手でないならば和解しようとするなど良くも悪くも人が良く甘い。得意なことは料理。
なぜか幼い頃に魔界に落ち、そこでゼルドリスたちと仲良くなっている。またこの際に魔界で暴れていたベヒモスを止めたことで魔界の住民からは慕われている。
リオネス王バルトラの予言に語られた、世界を滅ぼす「黙示録の四騎士」のひとり、「鳥の羽の如き翠の髪の少年」。四騎士の中では「死」の騎士であるとされている。そのため、キャメロット王国からは最優先の排除対象として付け狙われ、キャメロットと相対する者たちからは希望とみられている。
「父親」であるというイロンシッドからは「出来損ない」と呼ばれ、辛く当たられている。イロンシッドが語るその正体は、彼の実子ディオドラの新たな肉体として用意されたどこかの国の第七王子パーシバルの亡骸と、精霊術によって降霊された「生命の精霊」の一部がバルギスのもとで独自の人格を育んだもの。バルギスによってディオドラの魂を移動するまえに連れ去られたため、バルギスの孫パーシバルとして16歳まで育てられていた。イロンシッドの息子でも、パーシバルという人間でもない、生命の精霊の端末だった。モートラックによってその真実を知った後、自分の存在が仲間を不幸な運命に巻き込むと考え眠りについてしまう。
第2部では18歳。眠りについた体は妖精族の森でナシエンスによって保管されていたが、ウォーラルダンの襲撃でナシエンス達がピンチに陥った際に復活を果たした。身長も伸び筋肉質な体つきになっている。ウォーラルダンを倒した後森を旅立ち、アンとドニーと再会した。
魔力「希望（ホープ）」
英雄型の魔力。光を放ち、その光を様々な形で操ることができる。
最初は「小型のパーシバル」を大量に形成するなどといった能力として発現した。のちに光の翼を形成して飛翔したり、イロンシッドに殺害された時に自己蘇生さえやってのけた。さらにランスロットとの訓練時には自分そっくりの分身を無自覚に生成する。分身は生命の精霊に由来した独自の人格を持っており、パーシバルのように優しくはなく、冷酷な個体だったり、傲慢な個体が存在する。
魔力の威力は周囲の希望であること、信頼を向けられるほどに増大する。しかし仲間を殺害されたと思い込んだ時、「ツァルラ・ンドゥ」と不可解な言語を喋りながら悪鬼のように暴走したこともある。

合技「四重奏攻撃 - 剣撃の雨（カルテットアタック スラッシュ・スコール）」
ドニー、ナシエンス、アンと4人がかりで敵を切り付ける技。

神器「ウロボロス」
メリオダスからバルギスに「永遠の友情の証」として贈られた、円環竜の装具（ウロボロスのメダリオン）。パーシバルの要求に呼応し、様々な姿に変形する。

ドニー
声 - 戸谷菊之介、小澤亜李（赤子）
身長：177cm / 体重：65kg / 血液型：B型 / 種族：人間 / 誕生日：7月25日 / 年齢：16歳
パーシバルとシンが道中に出会った旅芸人一座の見習い。なんだかんだで旅に同行することになった。
お調子者で臆病な性格で、当初はパーシバルたちが戦っている横でひとりで逃げ出そうとしたこともあった。友情を深めるにつれ義に篤く、まっすぐな性質を目覚めさせていく。
リオネスの聖騎士長ハウザーの甥っ子だが、聖騎士の訓練から逃げ出してしまっていた落ちこぼれ（ただしこれは自分の母の「自分の分も生きてほしい」という遺言から命を懸けなくてはならない騎士になりたくなかったため）。リオネスに戻った後は訓練に励むようになる。また得意な武器はナイフなのだが痛そうだからという理由で才能のない弓ばかり使っていた。
第2部では18歳。キャメロットにてアンと合流。後にパーシバル、ナシエンスと再会。
魔力「念動（テレキネシス）」
視認した物体を浮遊させ、自在に操る魔力。
初期のドニーは「小さいものをほんの少しだけ浮かせるだけの魔力」だと思いこんでいたが、シンによってその本質に開花する。修練を重ねるたびに、持ち上げられる重量や大きさ、操作の精度が上昇している。
「グラウンド・ストライク」
岩を念力で動かし破壊してその破片を突撃させる。
「ナイン・スマッシュ」
敵を丸め念力で跳ねさせる。
ナシエンス
声 - 島田愛野
身長：163cm / 体重：47kg / 血液型：O型 / 種族：人間（?） / 誕生日：11月11日 / 年齢：16歳
薬師オルドに育てられていた少年(?)。パーシバルにオルドを救われた恩義から、彼の旅に同行する。
男のような喋り方をしているが、中性的な容姿やパーシバルへの態度から女性にも見える。実は妖精族の血が入っているために、元々性別自体が存在しない（一部の妖精には恋をすることで性別が決まるものがいる）。
冷静で大人しく警戒心が強いが、非常に勇敢。興奮すると血が出るまで唇を噛む癖がある。優れた調剤知識と、毒にまつわる魔力と特異体質を持っていることから、敵の毒物攻撃や搦め手での戦闘を行う。自分や恩人のオルドを救ってくれたことからパーシバルに好意を抱くようになる。
第2部では18歳。妖精族の森でパーシバルの体を保管している。パーシバルを守れなかったことに罪悪感を覚えている。正体はマートルと入れ替えられたキングとディアンヌの実の子供だった。ウォーラルダンを倒した後はパーシバルと共に森を旅立ちアンとドニーと合流した。
魔力「調毒（ミクスベノム）」
自分の体に取り込んだ毒を精製できるようになる魔力。
毒に強い特異体質もあいまって、様々な毒を扱える。これらを見たヘンドリクセンは妖精族のようだと評した。
「霧状化（ミスティレイン）」

「霧状化・睡眠毒（ベラドンナ）」

「霧状化・劣化（ウイザー）」

「霧状化・解毒（デトキシフィケーション）」

「付呪（エンチャント）」

「付呪・麻痺毒（ヒヨス）」

「付呪・睡眠毒（ベラドンナ）」

「付呪・極大向上（ケルヌンノスのかく）」

「解毒（デトキシフィケーション）」

「針解毒（ニードル・デトキシフィケーション）」

「ベノムメラガラン」
三半規管を狂わせ方向感覚、命中精度、回避能力を低下させる神経毒を付呪する。
アン / アングハルハッド
声 - 中村カンナ
身長：160cm / 体重：51kg / 血液型：A型 / 種族：人間 / 誕生日：8月1日 / 年齢：16歳
シスタナ領カルデン公の娘。亡くなった母がかつてキャメロットで聖騎士をしており、母のような聖騎士になるのが夢。
非常に気の強いお転婆娘で正義感が強いが、お嬢様故に世間の常識に疎かったりする部分や、夢みがちな乙女らしい部分もある。
イロンシッドの凶行をパーシバルたちとともに阻止しシスタナを守護したのち、旅の一行に加わる。女だてらに鍛えたレイピアの腕前は一人前。
第2部では18歳。キャメロットで人助けをしている。後にパーシバルや他の仲間と再会する。
魔力「尋問者（インテロゲーター）」
質問に対して偽りで答えたものを重圧で拘束する。
最初は読心術のような形で発現しており、相手の言葉の真偽を見抜くことができるというものだったが、ナシエンスにトリスタンの好意を問われた時に「好きじゃない」と応えたことで自分に重圧が発現、魔力の成長と正体に気づいた。
魔力「乱れ突き（スコール・スティンガー）」

トリスタン・リオネス
声 - 村瀬歩
身長：175cm / 体重：60kg / 血液型：AB型 / 種族：ネフィリム / 誕生日：5月2日 / 年齢：16歳
〈黙示録の四騎士〉の一人。瞳に聖と魔の魔力を宿した少年。メリオダスとエリザベスの息子。ランスロットとは幼馴染。一般的にまず生まれないとされている女神族と魔人族のハーフ（ネフィリム）。
穏やかな性格で、母親と似ていると言われると敵味方問わず喜び、逆に父親の魔人族の能力は普段は使うことを躊躇している。
第2部では18歳。
魔力「新星（ノヴァ）」
女神族と魔神族の力を同時に操ることで発動するトリスタン独自の魔力。
これとは別に、「聖櫃」や「獄炎」など、それぞれの種族固有の魔力も扱うことができるが、現在のトリスタンは魔神族の力を強く発動させると暴走してしまう。

「消滅領域（アナイアレイション）」

「黒雪（ダーク・スノウ）」

魔力「正邪の追走曲（スラッシュ・カノン）」

神器「マエル＆エスタロッサ」
メリオダスやエリザベスと因縁の深い存在の銘を授かる双剣。

ランスロット / シン
声 - 内山昂輝
身長：176cm （シン時は体長60cm、体高36cm）/ 体重：62kg（シン時10㎏） / 血液型：B型 / 種族：半妖半人 / 誕生日：4月29日 / 年齢：16歳
〈黙示録の四騎士〉の一人。姿定らぬ謎多き少年。パーシバルが旅をはじめて最初に出会う仲間、喋る狐シンの正体。
バンとエレインの息子であり、ベンウィック王子。リオネス王国の国王であるメリオダスより、予言の騎士とその仲間となる者を連れてくるよう命を受け、キツネの「シン」として素性を隠し、パーシバルたちの旅に付き添っていた。その姿と名前の由来は、父親であるバン（フォックス・シン）への憧れによるものであったとされる。
キツネのみならず、豚や巨人などにも化けることが可能である。
目上の者に対しても、上から目線でものを言うことが多い。パーシバルのことを「パー公」と呼ぶ。
10歳の時に、ベンウィック王国にて師であるジェリコと共に神隠しに合い、その3年後に帰還を果たしたが、その間に起きたことについては未だ明かされていない。
読心術の使い手で、戦闘においても敵の行動を予測することができるが、読みたくない心の声も聴き取れてしまうため、当の本人は悩んでいる様子である。
常に冷静な性格で、四騎士の中でも司令塔のような役目を担っているが、アルビオンの操縦に夢中になったり、両利きである方がカッコいいという理由で左手で戦ったりと（本人は右利きである）少年らしい一面を見せることもある。
基本的に人嫌いであるが、パーシバルに対しては「大切なダチ」と称するほどの信頼を寄せており、パーシバルが自死した際、罵るような発言をしたモートラックを怒りに任せて殺害し、その後、ベンウィック王国に帰るも、パーシバルを失ったショックからバンとエレインに目を合わせることもなく、部屋に篭ってしまった。
非常に高い戦闘能力を有し、トリスタンからは「〈七つの大罪〉に勝るとも劣らない」と評価され、アーサー王からも一目置かれるほどの実力を持っている。
魔力「朧月（ヘイズィ・ムーン）」
詳細不明の魔力。武器に付与して威力を増強させるが、あまりの威力に耐えきれる武器が存在しない。

神器「妖精の弓」

神器「白鹿」
トミントールこと、ななしから受け継いだダブズ作の名刀。

「シャイニング・ロード」
武器の先端から敵を追尾する光を放つ。
ガヴェイン
声 - ファイルーズあい
身長：151cm（変身時225cm） / 体重：40kg（変身時100kg） / 血液型：AB型 / 種族：人間 / 誕生日：6月3日 / 年齢：16歳
〈黙示録の四騎士〉の一人、黄金の魔力を持つ少年（少女）。筋肉質で大柄な少女だが、魔力で変身している偽りであり、本来の姿は小柄。
傲慢で自信家な性格だが、負けると駄々をこねて泣き出すなど、お調子者で精神的に幼い一面もある。
キャメロット王アーサーの兄の娘、すなわちアーサーの姪だが、出奔し黙示録の四騎士に加わる。どこか七つの大罪のマーリンとエスカノールの性質を併せ持つような人物だが、その来歴には不明点が多い。
第2部では18歳。成長したパーシバルの姿に激しく驚いた。
魔力「曙光（ドーン）」
<傲慢の罪>エスカノールが持っていた女神族の恩寵「太陽（サンシャイン）」に酷似した魔力。しかしペルガルドいわく、その潜在能力に対してガウェイン自身の実力がまるで追いついていないとのこと。
神器「神刀リッタ」

「炸裂する太陽（サンシャインバースト）」
地面から巨大な炎の玉を出現させ放つ。
「超減速(スーパースロウ)」
敵の動きを減速させる。
「情熱的な太陽（パッショネイト・サン）」
巨大な火の玉を放つ。

### トリスタン隊
トリスタンが率いる部隊。3人ともトリスタンの幼馴染である。
キオン
声 - 斉藤壮馬、松田利冴（少年）
身長：175cm / 体重：63kg / 血液型：AB型 / 種族：人間 / 誕生日：9月13日 / 年齢：16歳
ギルサンダーの息子。トリスタン隊の一員で、彼に酔心している。
トリスタンを信頼するあまり、自分の所属する部隊以外、とくにパーシバルに対してはきつい態度を取る。しかしその反面、仲間への信頼は本物。幼い頃にビビアンに攫われ、彼女のもとで辛い生活を送っていたことから性格がひどく歪んでしまっている。ウォルナックでの戦いでジェイドを失い激昂してマクダフを殺害。仇討ちは果たしたもののまだ気は収まっておらず捕らえたティーニニックを殴りつけた。
第2部では18歳。イゾルデと共に成長したパーシバルの姿に驚いた。
魔力「精霊召喚（サモン・エレメンタル）」
「死葬鳥」
巨大な炎の鳥を召喚し放つ。この技でマクダフを処刑した。
「岩字搦め」
地面から岩でできた手を召喚し、敵の足を掴み動きを封じる。
イゾルデ
声 - 種﨑敦美
身長：195cm / 体重：?kg / 血液型：O型 / 種族：人間 / 誕生日：4月25日 / 年齢：16歳
トリスタン隊の一員。大柄な少女。トリスタンに好意を持っており、彼のことになると暴走することもしばしある。ウォルナックの戦いでジェイドを失い悲しみに暮れる。
第2部では18歳。成長したパーシバルの姿に驚いた。
魔力「熱愛（ラブボム）」
爆弾を仕掛ける魔力。
「時限差爆弾（タイムボム）」
棍棒で殴りつけた箇所に時間差で爆発する爆弾を設置する。
ジェイド
声 - 仲村宗悟、松本沙羅（少年）
身長：174cm / 体重：64kg / 血液型：A型 / 種族：人間 / 誕生日：6月22日 / 年齢：16歳
トリスタン隊の一員。嫌味を言うキオンを諌めるお調子者の青年。イゾルデに好意を抱いていた。ウォルナックでの戦いでマクダフの攻撃からイゾルデを庇い戦死する。彼の遺体はパーシバルたちによって埋葬された。
魔力「白黒（モノクローム）」
「暗闇（ダークネス）」
敵の頭部を黒い球体で覆い視界を奪う。
「閃光（フラッシュ）」
光で目くらましをする。盲目の相手には通用しない。

### キャメロット王国
アーサー・ペンドラゴン
声 - 國立幸
身長：170cm / 体重：64kg / 血液型：A型 / 種族：人間 / 誕生日：8月17日 / 年齢：32歳
混沌の王。『七つの大罪』から引き続いて登場するキャメロットの若き君主。
16年前の聖戦によって壊滅したキャメロットを立て直したが、その過程で人格が大きく歪んでしまっており、剣術指南役であったトミントールからもその異変を疑問視されている。ブリタニアを人間族だけの王国とするため、キャメロットに人間たちを招き、実体のある幸せな幻を見せている。
他種族への憎悪が強く、人間族以外には非常に冷酷な態度を取るほか、自分に背く人間族にも一切の容赦がない。現在は自分の目指す世界の脅威となる＜黙示録の四騎士＞の抹殺を目論み、リオネス王国のメリオダスをはじめ、自分に恭順しないブリタニアの存在と敵対している。
第2部では34歳。
キルベガン
声 - 高塚正也
アーサーに仕える魔術師。その正体は忌み嫌われた種族の末裔「双頭の蜥蜴男（そうとうのリザードマン）」で、迫害される中アーサーに救われ居場所を与えてくれたことでアーサーに忠誠を誓っている。第2部では自身と同じく「いにしえの秘薬」を求めているマートルを仲間に誘う。キングに敗北し落命怨魄呪によってキングの魔力を封印し戦死したと思われていたが死の寸前に復活したパーシバルに助けられていた。
「氷塊撃（バスターアイス）」
巨大な氷の塊を放つ。
「落命怨魄呪（らくめいえんぱくじゅ）」
自身の血を浴びせることで魔力を封じる。

#### 〈四凶〉
イロンシッド
声 - 森川智之
身長：185cm / 体重：83kg / 血液型：A型 / 種族：人間 / 誕生日：1月18日 / 年齢：37歳
キャメロット聖騎士の中でも四凶と呼ばれる精鋭のひとり、赤い騎士イロンシッド。パーシバルの父親。
パーシバルを養育していた、自分の父親でもあるバルギスを容赦なく抹殺し、物語が始まるきっかけとなった人物。息子であるというパーシバルに「出来損ない」と伝え、苛烈に対応する。彼を一度躊躇もなしに殺害するなど、親としての情愛は一切ない。
非常に優れた精霊魔術の使い手。その結果、「生命の精霊」に干渉することに成功し、現在の「パーシバル」と呼ばれる存在の誕生に関わっていることから父親というのも完全な間違いではない。しかし彼の血を分けた息子は、亡き妻との間にもうけたディオドラだけであり、彼を永らえさせるためにアーサーに従っている。パーシバルを作ったのももともとは病弱なディオドラの新たな肉体である器が必要だったため。同じくキャメロットに義弟であるモートラックが属していたが、ランスロットに殺害されている。
第2部では39歳。ブリタニアを支配している。バンと交戦し圧倒されて撤退する。
魔力「精霊召喚（サモン・エレメンタル）」
キオンと同じ魔力だが、上位種を操ることができる。
「静寂前の凄槍（ベルフェスト・マーゴ）」
ジンを召喚し、多量の十字型の斬撃を乱射する。
「崩衝（ラグナクロウ）」
地面を崩落させる衝撃波を放つ。
「浮風（ファルカ）」
風で浮遊する。
「風の協奏曲（シルバス・エルタンゴ）」
ジンを召喚し大暴風を放つ。
ダラク
声 - くじら
イロンシッドの使い魔。アンの召使いを装ってアンを監視していた。
ペルガルド
声 - 小山力也
身長：183cm / 体重：120kg / 血液型：B型 / 種族：人間 / 誕生日：3月6日 / 年齢：40歳
四凶のひとり、黒の騎士ペルガルド。
豪放磊落な人格で、パーシバルの人格と潜在能力を気に入り、抹殺司令を無視して彼を弟子にしようと目論む。
かつて妻との間にひとりの息子がいたが、16年前の聖戦で喪う。ペルガルド自身は息子の死を乗り越えているものの、妻がキャメロットに存在する息子の幻影を心の支えとしているため、妻のためにアーサーに恭順している。その経緯から立場上はパーシバルたちの敵だが、本人はアーサーのやり方に疑問を持ち、時としてパーシバルたちに手を貸してくれることもある。
第2部では42歳。敵でありながらアンとドニーを気遣い、現在のキャメロットの状況や死者の幻影について説明した。その後は立場上のため敵となり、アン達を攻撃するがゴウセルの魔力によって操られ逃がした。
魔力「焔（ほむら）」
爆炎を操る魔力。
「不死火（しらぬい）」
巨大な炎の玉を放ち、玉は分裂し敵を追尾する。
「絢爛業火」
超高温の炎を放つ。
「挽火（ばんか）」
巨大な炎の渦を引き起こし対象を閉じ込め中心に収束させて焼き尽くす。
ベルトレープ
第2部より登場。四凶の1人。「緑の騎士」。アンとドニーを襲ったが、ペルガルドに妨害される。
ウォーラルダン
第2部より登場。四凶の1人で紅一点。「白い騎士」。妖精族の森でジリアンを襲い、「いにしえの秘薬」を奪ったがキングや他のジリアンの兄弟たちに妨害され交戦。ナシエンスとキングの連携により敗北したかに見えたが、「いにしえの秘薬」を使い蘇生して反撃した。その直後復活したパーシバルにより圧倒され、老化した姿にされるもまだ反撃し続けるが呪いから回復したキングに敗北。その後アーサーによって復活する。
「闇の亡霊群＆追尾付呪」
敵を追尾する多量の黒い玉を放つ。
「二重詠唱」
2つの魔法を同時に放つ。
「魔力の盾（マジックシールド）」
バリアをまとい防御。輝く竜鱗と二重詠唱で使用した。
「輝く竜鱗（ドラゴンスケイル）」
体に光をまとい防御。魔力の盾と二重詠唱で使用した。
「完璧なる立方体（パーフェクトキューブ）」
四角い光の物体で敵を閉じ込める。自分にかけて防御することも可能。
「はね回る四大元素（バウンズフォーエレメンツ）」
四大元素の嵐を回転させた物体を放つ。
「瞬間移動（テレポート）」
瞬間移動する。
「記憶の回廊」
過去の映像を実体化させる。
「曲がる空間（ペンドルーム）」
空間を捻じ曲げ敵の攻撃をそらせる。
「衝撃の尾針（ショックスティング）」
多量のレーザーを放つ。
「黒葬（ダークデストロイ）」
巨大な黒い雷を放つ。

#### モートラックとその部下
モートラック
声 - 森久保祥太郎
身長：184cm / 体重：81kg / 血液型：B型 / 種族：人間 / 誕生日：5月10日 / 年齢：33歳
キャメロット聖騎士。「混沌の騎士」の一人で、イロンシッドの義弟である（彼の亡き妻の弟）。シスタナの街に現れ、グレーター級の混沌の亡者たちを一掃したランスロットを〈七つの大罪〉並みの力量を持つ敵勢力だと判断し、イロンシッドに撤退を促した。過去、母親を失い酒浸りの父からは暴力を振るわれ、唯一の肉親である姉と暮らしてきた。魔神王の肉片の毒を浴びたことによって姉は死亡し、彼女の子ディオドラを姉の忘れ形見として大切にしている。魔界でパーシバルと戦い敗北。パーシバルの正体を本人に告げた後にパーシバルが眠りについて喜んだところをランスロットにより止めを刺され戦死した。
魔力「決闘者」（デュエリスト）
相手に勝負を申し込み、決闘場の空間に自身と一緒に閉じ込める魔力。閉じ込められたら、勝負が着くまで出ることはできず魔力も使うことはできず、武力による戦闘しかできない。
「サウザントクロス」
分身をするような超高速移動をして囲み高速で斬る。
トミントール / ななし
声 - 濱野大輝
キャメロットの聖騎士。前作に登場したアーサーの剣術指南役ななしと同一人物。
翼を喪失した元女神族。四大天使に匹敵する強大な魔力と、刀を使った剣術は健在だが、変貌してしまったアーサーに疑問を抱いている。ランスロットと決闘後、敗北し、武器を求めていた彼に愛刀「白鹿」を託した。
「聖者の外套（セイント・コート）」
トリスタンが使う物と同じ女神族の技。
「居合・非情の颪」
抜刀で斬撃を放つ。
「居合・無情の滝」
非情の嵐の更に大きい斬撃を放つ。
「下段・恩情の霙」
下段斬りで衝撃波を放つ。
「脇構え・真情の凩」
脇構えからの斬撃。
「奥義・刹那十字星」
女神族の力を加えた十字型の巨大な斬撃を放つ。
ローズバンク
声 - 東山奈央
キャメロットの聖騎士の少女。丁寧語と荒い言葉を混ぜた言葉を使う。敵だったがガウェインに戦闘不能にされたところをパーシバルに救われたことで戦いを疑問に思うようになる。
魔力「擬態（ミミクリィ）」
擬態化の魔力。
グレネスク
声 - 斉藤志郎
キャメロットの聖騎士。鳥のような仮面をかぶる。多量のクナイを落下させる技を使う。ガウェインの一撃を食らい敗北し捕らえられる。
リベット
声 - 本田貴子
キャメロットの女聖騎士。ドニー達を石化させて優勢に持ち込むもガウェインに敗北し捕らえられる。目の前でモートラックを殺されランスロットに怒りを露わにする。
魔力「石化（ベトリフィケーション）」
剣を当てた者を石化させる魔力
「死の雨（デッドレイン）」
石化の魔力による連続突き。
ロックランザ
声 - 利根健太朗
キャメロットの聖騎士。3つの顔が付いた仮面を着用していてオカマ口調で喋る。ガウェインに倒され捕らえられる。
ブラックラ
声 - 新祐樹
キャメロットの聖騎士。語尾に「ウス！」を付ける。弓を使う。ガウェインに倒され捕らえられる。
魔力「狙撃（スナイプ）」
狙った物を正確に弓矢で打ち抜く。
「死角からの一撃（デスアングルショット）」
死角をとって高速で放つ弓矢。
アラクド
モートラックが従える煉獄の幻獣。またの名を「煉獄の王の使い」。アルビオンに乗るパーシバルたちを圧倒していたがランスロットの一撃を受け消滅した。

#### 〈闇のタリスマン〉
フィディック
声 - 上田燿司
身長：180cm / 体重：79kg / 血液型：A型 / 種族：人間 / 誕生日：4月2日 / 年齢：31歳
〈闇のタリスマン〉のリーダー格にして最年長。異名は「〈迅雷〉のフィディック」。仲間すら容赦なく斬り捨てる冷酷な男。ランスロットとの戦いで仲間全員が戦死して撤退しようとするが、追い討ちをかけられ戦死する。
魔力「加速（ヘイスト）」
攻撃に速度を加え、敵を確実に捕捉して両断する剛力を宿す。
エルギン
声 - 伊藤健太郎
身長：178cm / 体重：80kg / 血液型：B型 / 種族：人間 / 誕生日：1月7日 / 年齢：28歳
〈闇のタリスマン〉。異名は「〈悪食〉のエルギン」。パーシバル隊を追い詰めたが、摂り込んだ魔力を散布できるナシエンスの反撃に遭い自身を劣化させられ、最期はランスロットの弓矢で射抜かれて戦死する。死体はバーギとドロナックと共にランスロットに埋葬された。
魔力「劣化（ウィザー）」
対象の硬度と強度を一段下げる「変性型」の魔力。魔力を液状にして放つことができる。
「美食家の涎（エピキュリアン・スレイバー）」
魔力の液体を降らせる。
バーギ
声 - 森なな子
身長：170cm / 体重：61kg / 血液型：B型 / 種族：人間 / 誕生日：5月17日 / 年齢：29歳
〈闇のタリスマン〉の紅一点。異名は「〈幻惑〉のバーギ」。魔法具「四大元素の杖」を扱いアンを苦しめたがランスロットに射抜かれて戦死する。
魔力「残像（ミラージュ）」
分身を作り出す。
「水柱(アクア・ピラー)」
魔法具で地面から水の柱を出す。
「風の刃（ウインドシックル）」
魔法具から風の斬撃を放つ。
「土の壁（サンド・ウォール）」
魔法具で土の盾を出す。
「炎の剣（フレイム・ソード）」
魔法具から炎の弾丸を放つ。
ドロナック
声 - 白熊寛嗣
身長：215cm / 体重：190kg / 血液型：O型 / 種族：人間 / 誕生日：7月24日 / 年齢：30歳
〈闇のタリスマン〉。異名は「〈不死身〉のドロナック」。目と口が見える覆面をつけた大男。アーサーから授かった宙を駆ける愛馬スレイプニルに乗馬する。ランスロットの一撃をくらい戦闘不能になったところをフィディックに真っ二つに斬られ戦死する。
魔力「衝撃（インパクト）」
周囲15メートルにエネルギー波を放つことができる。
タムドゥ
声 - 下妻由幸
身長：320cm / 体重：110kg / 血液型：A型 / 種族：人間 / 誕生日：10月3日 / 年齢：27歳
〈闇のタリスマン〉。異名は「〈猟犬〉のタムドゥ」。パーシバルを殺害しようとしたが、ゴウセルの反撃によって精神と肉体を操られ仲間に攻撃したため、フィディックに首を刎ねられ死亡する。
魔力「追尾（ホーミング）」
遠距離の標的を追尾する魔力で投槍と組み合わせ攻撃する。

#### その他の騎士
ジェリコ
声 - 井上麻里奈
身長：162cm / 体重：51kg / 血液型：AB型 / 種族：人間 / 誕生日：9月6日 / 年齢：34歳
ランスロットの師。少女期はリオネス聖騎士で、少し前までベンウィックの聖騎士長を務めていたが、現在はキャメロットに所属している。
かつてはバンに恋し、その息子のランスロットにも惹かれてしまったことで、彼に拒まれることを恐れて去った。その後、自分の理想のランスロットの幻影を与えてくれたキャメロットの軍門に下ってしまう。
魔力「氷牙（アイスファング）」
亡き兄グスタフと同じ氷を操る魔力。
「フリーズシールド」
巨大な結晶の盾を出す。
「フリーズセイバー」
氷の剣を武器として召喚する。
「凍結棺（フリーズ・コフィン）」
強大な冷気で敵を凍結させる。
「殺しの氷山（キラー・アイスバーグ）」
氷の槍を乱射する。
アードベック
声 - 高木渉
身長：178cm / 体重：80kg / 血液型：O型 / 種族：人間 / 誕生日：3月12日 / 年齢：39歳
キャメロットの聖騎士。元々はブリタニアに暮らす民間人だったが、聖戦にて当時赤子だった一人娘のコニー（声 - 小針彩希）を家ごと焼かれ、その絶望から魔力に目覚め、アーサーに見出されキャメロットの聖騎士となる。5年ほど前からダルフレア山付近の水晶洞穴を拠点として、魔神族の村を監視していた（水晶は死者との交信ができるという言い伝えがあり、娘の幽霊にでも会えるのならという私情も含まれていた）。結界に守られている魔神族を燻り出すために「狩人のアード」を名乗り、パーシバル隊を騙して利用する。さらに自身の魔力でパーシバル隊を赤子まで退行させ無力化したうえでパーシバル殺害を試みるも、赤子になってでも静止しようとするアンに娘を重ね合わせたことに加え、村を守っていたゴウセルに「死者を生き返らせることはできない」という現実と、彼が自身の記憶をもとに魔力で生み出した娘の幻を見せられ、我に返る形で戦意を喪失した。改心するが、直後にタムドゥの投槍からアンを庇って戦死する。
魔道具「四大天使の琥魄」
魔神族を封印する魔道具。
魔力「逆再生（リバース）」
周囲50ヤード内に存在する生命の刻を赤子にまで巻き戻す魔力。1分につき1年巻き戻る。生者にしか効果がなく死者の蘇生はできない。解除手段はアードベック自身が解除もしくは死亡するなどで魔力が途絶えること。対象が若いほど有利だが、数百年以上生きている長命の種族には不利。
タリスカー
声 - 佐藤せつじ
身長：180cm / 体重：81kg / 血液型：A型 / 種族：人間 / 誕生日：5月25日 / 年齢：35歳
キャメロット聖騎士。「混沌の騎士」の一人「琥珀の騎士」。アーサーから授かった混沌の杖という魔法具で「他種族との共存」を理由にナシエンスの師・オルドの行動を「アーサー王に背く罪」と断じて彼を怪物化させた。木霊の谷を滅ぼそうとしていたが、パーシバルに倒され戦死する。
魔力「天災（カラミティ）」
天候を操る。
「天災鳥（カラミティバード）」
巨大な鳥のような電撃を放つ。
「雹爆撃（ヘイルインパクト）」
巨大な雹を空中に発生させて落下させる。
「稲妻槍（ライオットピアサー）」
落雷を起こす。
マクダフ
声 - 乃村健次
スキンヘッドで盲目の聖騎士。ウォルナックでの戦いでジェイドを殺害し、その際左腕を失い逃走するがジェイドの仇討ちに燃えるキオンの死葬鳥によって跡形も無く消され戦死する。
魔力「静寂（セレニティ）」
周囲の音を消す魔力。
ティーニニック
声 - 鷄冠井美智子
女聖騎士。ウォルナックでの戦いでパーシバルたちに敗北し捕らえられる。ジェイドを殺害され激昂したキオンに殴られた挙句、キャメロット行きの扉を開こうとしたことでアーサーによる「呪詛返し」で体内から蟲に喰われ死亡した。
魔力「生物召喚（サモン・クリーチャー）」
アーサーから授けられた魔力で、虫や鳥などの生物を操ることができる。
アルタベーン
第2部序盤に登場したイロンシッドの部下。ブリタニア北部を支配し立ち向かったミードを返り討ちにしたが、バンに心臓を奪われ戦死する。
魔力「山彦（エコー）」
超音波を操る魔力。
「反響爆発（ノイズエクスプロージョン）」
盾で防いだ音を数十倍にして返す
ミルトンダフ
第2部序盤に登場したイロンシッドの部下。アルタベーンが殺されたことで撤退した。
魔力「弱体化（ウィークネス）」
敵の強度を下げる魔力。
不明
第2部に登場した名称不明の聖騎士で頭部がブドウのような丸い突起が多数できている仮面を着用し、鎖を武器に使う。一人称は「わっち」。キャメロットへの反逆者としてボールスを襲ったが、アンの尋問者で倒され気絶した。
魔力「捕食者（プレデター）」
鎖で縛り付けた相手を凶暴な獣に変える魔力。

### 他種族
人間以外の種族
イオ
声 - 花守ゆみり
魔神族。アーサーにより仲間を人質にされ、四騎士の殺害を強要された。トリスタンに敗れた後救われる。トリスタンに恩義を感じている。
シュバルツ
声 - 中谷一博
ゼルドリスの側近の魔神族。当初はトリスタンの実力を見下していたが、後にトリスタンに協力し契約の獣を倒したことで和解した。
ティオレー
第2部より登場。キングとディアンヌの娘で末妹。ナシエンスを「ナッシー」と呼び好意を抱く妖精族。
魔力「獣召喚（サモン・シン）」
獣を召喚する魔力。
「罪豚（ボア・シン）」
ホークと酷似した豚を召喚。
「豚直撃（トンストツ）」
召喚した豚を突撃させる。
マートル
第2部より登場。妖精族と巨人族のハーフと思われていたが正体は人間だった。その他を参照。
ジクタス
第2部より登場。ディアンヌ、キングの次男。姿は父キングの少年だった姿と似ている。一人称は「オイラ」で二人称は「チミ」を多用する。
「霊剣マリアスティラ」
キングの使う霊槍シャスティフォルと似た武器。
第一形態「霊剣（マリアスティラ）」
巨大な光の剣を召喚する。
「蠍の一刺し（スコーピオン・スティンガー）」
巨大剣を放つ。
第二形態「蜂鳥（ハミングバード）」
多量の鳥のような形の光を出す。
「静かなる気流（クワイエット・ストーム）」
多量の鳥形の光を放つ。
第三形態「六角壁（ヘキサゴナルウォール）」
多量の六角形を合わせたような盾を出し防御する。
ベルテ
第2部より登場。ディアンヌ、キングの三男。ヘルブラムと姿が似ている。
「バインド・アイヴィ」
地面から多量のツルを出し縛る。
ザナ
第2部より登場。ディアンヌ、キングの4番目の子供。巨人族の血を強く引いているが巨人族としては小柄な体格。外見は母ディアンヌと似ている。
「四連拳（クワド・ハンマー）」
地面から4つの巨大な岩の拳を出す。
ジリアン
第2部より登場。ディアンヌ、キングの5番目の子供。ザナ同様巨人族の血を強く引きつつも巨人族としては小柄。
「四連拳（クワド・ハンマー）」
ファオ
第2部より登場。ディアンヌ、キングの6番目の子供。ナシエンス同様男でも女でも無い体である。
パック
第2部より登場。人間の赤子と妖精族の赤子を取り換える「取り替え子（チェンジ・リング）」という悪戯をすることで有名な妖精族。マートルに制裁されそうになるがナシエンスに救われる。

### その他
ギネヴィア
声 - 諸星すみれ
身長：140cm / 体重：38kg / 血液型：A型 / 種族：人間 / 誕生日：7月26日 / 年齢：12歳
幼い少女。自称「ランスロットの運命の人」。
強力な未来視の魔力を持っており、そのためアーサーに攫われ形だけの夫婦として彼の手元に置かれることになる。
魔力「未来視（カレイドスコープ）」
バルギス
声 - 大塚明夫
身長：240cm / 体重：180kg / 血液型：B型 / 種族：人間 / 誕生日：2月10日 / 年齢：60歳
パーシバルの育ての親。元キャメロットの聖騎士であり、メリオダスとも旧知。
物語の序盤でイロンシッドによって殺害される。彼の死をきっかけに、パーシバルは旅に出る。
魔力「強化（ストレングス）」
エルバ
声 - 佐々木李子
身長：163cm / 体重：50kg / 血液型：A型 / 種族：人間 / 誕生日：4月19日 / 年齢：16歳
ドニーと共にカッツ大道芸一座の一員。いつも猿を連れており猿を使う芸を得意とする。祖父を失ったパーシバルのことを気遣う。パーシバルと水浴びをして、当初はパーシバルを子供だと思っていたため平気な素振りだったが後に彼を自分と同い年と知ると裸を見られ胸を触られたこと（アニメでは胸を触るシーンはカット）に赤面した。ペルガルドの襲撃から逃れて以降は登場していない。
魔力「幻視（イリュージョン）」
劇中では相棒の猿の姿を一瞬だけ消す技を使った。
エドリン
声 - 河西健吾
身長：172cm / 体重：65kg / 血液型：A型 / 種族：人間 / 誕生日：6月4日 / 年齢：18歳
ハウザーの弟子で、ドニーの兄弟子。聖騎士を目指し修行に明け暮れていたが、自分の魔力では聖騎士になどなれないと思い込み絶望する。行き着いた町を支配していた山賊たちを利用して山賊のリーダーとなるが、心から悪に徹することができず、悪事は追い剥ぎのみ行い非道な悪事は行っていない。ハウザー、ドニーと再会し、山賊たちを従えていた要因であるドラゴンの襲撃を受けるが、彼らに助けられ後に和解。改心し村人に謝罪したのちに再び聖騎士を目指すことになった。
第2部では20歳。師匠のハウザーと共に行動している。
魔力「偽物（イミテーション）」
幻を生み出す。あくまで外観のみの模倣であり、相手を視覚で騙す程度。
オルド
声 - 山岸治雄
身長：179cm / 体重：80kg / 血液型：O型 / 種族：人間 / 誕生日：11月25日 / 年齢：57歳
木霊の谷の老薬師で、ナシエンスの育ての親。タリスカーに怪物に変えられていたがパーシバルによって人の姿に戻った。
ティティス
声 - 高垣彩陽
身長：170cm / 体重：55kg / 血液型：O型 / 種族：人間 / 誕生日：2月7日 / 年齢：16歳
リオネス王国の宮廷魔術師。
第2部では18歳。ペルガルドに圧倒されているアンとドニーを救い出す。
ボールス
第2部より登場。亡き妹の幻影と共に暮らしている。キャメロットの裏切り者として聖騎士に狙われアンに助けられる。事実を伝えられ、妹の死を受け入れられずアンに反発していたが、アンやドニーやペルガルド達の話で受け入れられ妹とは別れることになった。その後アン達と和解し共に行動することになる。
マートル
第2部より登場。18歳。キングとディアンヌの長男でティオレーの兄と思われていた。人間不信でナシエンスを目の敵にしている。マーレインの丸薬を定期的に飲んでおり、毒の耐性を持っている。妖精族と巨人族のハーフでありながら羽も無く巨人の血を引いていながら体も大きくないことにコンプレックスを覚えている。その正体は取り替え子（チェンジ・リング）によりナシエンスと入れ替えられた人間だった。そのことを知らされ自分を騙していたナシエンスやティオレー達に怨みを抱くようになってしまう。キルベガンによって唆され呪いによって怪物に変えられ、ナシエンス達を襲撃する。マートルの思いを受け止めるために盾になるディアンヌを攻撃し続けるがディアンヌに本心を告白され説得されたことにより元の姿に戻り家族やナシエンスと和解した。

### 『七つの大罪』からの登場人物
メリオダス
声 - 梶裕貴
身長：153cm / 体重：51kg / 血液型：B型 / 種族：魔神族 / 誕生日：7月25日 / 年齢：3000歳以上
前作の主人公。元〈七つの大罪〉の団長でリオネス王国の国王。トリスタンの父親で、エリザベスの夫。魔神族。パーシバル達を聖騎士に任命する。
エリザベス・リオネス
声 - 雨宮天
身長：164cm / 体重：50kg / 血液型：O型 / 種族：女神族 / 誕生日：6月12日 / 年齢：32歳
トリスタンの母親で、メリオダスの妻。女神族。
バン
第2部より登場。61歳。元〈七つの大罪〉の一人。ランスロットの父親で、エレインの夫。息子のことは大切に思っており、それ故に自分の息子を平気で殺そうとしたイロンシッドに激怒した。
エレイン
ランスロットの母親で、バンの妻。第2部序盤でバンの回想シーンで登場しパーシバルを守れなくて悲しむ息子を夫と共に支える。
キング
第2部より登場。元〈七つの大罪〉の一人。現在は妖精王で子供が6人いる。ナシエンスの父親。メリオダスの頼みでパーシバルを保護する。パーシバルや息子たちと協力して襲撃してきたウォーラルダンを倒した。
ディアンヌ
第2部より登場。元〈七つの大罪〉の一人。キングの妻でナシエンスの母親。巨人族。長男ということになっていたマートルの怒りを自らの体で受け止め、最後は和解した。
ゴウセル
声 - 髙木裕平、土師孝也（長老の姿）
身長：175cm / 体重：61kg / 血液型：不明 / 種族：人形 / 誕生日：6月2日 / 年齢：3000歳以上
元〈七つの大罪〉の一人。老人に化けて平和な暮らしをする魔神族たちを支えている。
マーリン
声 - 坂本真綾
元〈七つの大罪〉の一人。アーサーに仕えているとされていたが、実際は既に彼のもとを離れており行方不明。
アーサーは彼女への執着ゆえに、捕まえた妖精族をマーリンそっくりに変身させ傍に置いていたが、しばらくしてから自分で始末している。
ヘンドリクセン
声 - 内田夕夜
身長：182cm / 体重：74kg / 血液型：O型 / 種族：人間/ 誕生日：10月31日 / 年齢：55歳
元二大聖騎士長。現在はドレファスと共に隠居している。
ドレファス
声 - 小西克幸
身長：185cm / 体重：83kg / 血液型：A型 / 種族：人間 / 誕生日： 11月29日 / 年齢：63歳
元二大聖騎士長。現在はヘンドリクセンと共に隠居している。
ハウザー
声 - 木村良平
身長：183cm / 体重：80kg / 血液型：B型 / 種族：人間 / 誕生日：9月19日 / 年齢：37歳
聖騎士長。現在は飲んだくれで荒れていたが、ドニーとの再会で持ち直す。
第2部では39歳。口髭を生やしている。
ギルサンダー
声 - 宮野真守
身長：186cm / 体重：75kg / 血液型：A型 / 種族：人間 / 誕生日：8月26日 / 年齢：37歳
枢機卿。
第2部では39歳。顎髭を生やしている。
ギーラ
声 - 伊瀬茉莉也
身長：168cm / 体重：53kg / 血液型：A型 / 種族：人間 / 誕生日：12月6日 / 年齢：32歳
聖騎士。22歳にして副聖騎士長となった。ジェリコとは違い体内の魔神族の因子を取り除かれていなかったため、修行により魔神族の力をコントロールできるようになっている。
カッツ
声 - 藤井隼
身長：199cm / 体重：132kg / 血液型：A型 / 種族：人間 / 誕生日：11月3日 / 年齢：27歳
元はオーダンの村に住んでいた少年でペリオの親友。今は大道芸に勤しんでいる。パーシバルを襲ってきたペルガルドに立ち向かうが殴り飛ばされ気絶した。以降は登場していない。アニメシリーズの登場は今作が初。
魔力「火花（スパーク）」
劇中では多量の小紙を発火させる技を使った。
ドロレス
声 - 広橋涼
身長：745cm / 体重：不明/ 血液型：O型 / 種族：巨人族 / 誕生日：2月19日 / 年齢：766歳
巨人族。死亡したと思われていたが本作で生存が判明する。前作では太っていたが現在は痩せて美人となっている。ナシエンスから姉のように慕われている。
タイズー
声 - 松田健一郎
身長：298cm / 体重：200kg/ 血液型：B型 / 種族：人間 / 誕生日：6月18日 / 年齢：59歳
かつて「バイゼル喧嘩祭り」の主催者でありハウザーに敗れた大男。現在はカントの酒場の店主をしている。
ゴルギウス
声 - チョー
リオネスの聖騎士。以前は敵だったが現在は改心している。
ペリオ
声 - 深川和征
身長：180cm / 体重：71kg / 血液型：A型 / 種族：人間 / 誕生日：6月1日 / 年齢：26歳
〈七つの大罪〉に憧れていた。現在はリオネスの西門警備統括の聖騎士。
第2部では28歳。パーシバルの仲間として登場。
魔力「天邪気（パヴァースネス）」
ゼルドリス
声 - 梶裕貴
268歳。元〈十戒〉でメリオダスの弟。魔界の王となっている。幼年期のパーシバルと付き合いがあり、パーシバルは彼を「じぇるどー」と呼んでいた。魔界へ乗り込んだパーシバルたちに協力する。
ゲルダ
声 - 甲斐田裕子
361歳。吸血鬼でゼルドリスの恋人。魔界へ迷い込んだパーシバルを保護して面倒を見ていた。パーシバルから「げーだ」と呼ばれていた。ゼルドリスと共にパーシバルたちに協力する。
メラスキュラ
声 - M・A・O
身長：154cm / 体重：43kg / 血液型：A型 / 種族：魔神 / 誕生日：10月10日 / 年齢：378歳
元〈十戒〉。前作でマーリンに捕らえられ、アーサーの手でカオス=メラスキュラとして復活する。
ガラン
声 - 岩崎ひろし
身長：408cm / 体重：329kg / 血液型：B型 / 種族：魔神 / 誕生日：1月4日 / 年齢：1007歳
元〈十戒〉。前作でマエルに殺害されたがアーサーの手でカオス=ガランとして復活する。
ビビアン

45歳（キオン誘拐の時点では32歳）。かつてギルサンダーを愛していた魔術師。前作では美女だったが加齢に加え肥満体型になっており、キオンからは（胸中で）「ババア」と言われていた。ギルの子供だということで3歳だったキオンを誘拐し自身の後継者にするために育てていたが、キオン本人はそれが苦痛でビビアンに対し怨みも持っていた。誘拐から5年後に成長したキオンの一撃を受けて逃走される。
ミード
第2部より登場。前作で〈七つの大罪〉に憧れていた少年で、大柄な青年に成長している。アルタベーンに立ち向かうが鼓膜を破られ敗北し生死不明となる。

## 道具
混沌の杖
アーサーが部下の聖騎士に与えた混沌の力を秘めた魔法具。
常闇の棺
イロンシッドが魔神族を封じるために探している円盤。当初は砕けて欠片として別れていたがイロンシッドによって元に戻る。
いにしえの秘薬
妖精族の森に伝わる秘薬。飲めばある程度の状態は回復することが出来る。人間に他種族の力を与えると思われていたがその効果までは無かった。

## 用語
〈黙示録の四騎士〉
「“〈飢餓〉”」「“〈疫病〉”」「“〈戦争〉”」「“〈死〉”」の四つの厄災で世界を滅ぼすと予言された四人の聖騎士からなる騎士団。
魔力
前作と同じブリタニアの人々に宿る能力。今作では魔力の属性が9つに分類される。
1. 「破壊型」 自然の力や闇の力で直接攻撃する魔力。
2. 「変性型」 物質が持つ特性を変化させる魔力。
3. 「回復型」 傷を癒やし病を治す魔力。主に女神族が持つ力とされる。
4. 「探索型」 物の位置を探し出したり、心の真偽を探り当てる魔力。
5. 「精神型」 他人の心を操る、記憶を操作する魔力。
6. 「幻惑型」 幻を生み出したり、幻聴を聞かせる魔力。妖精族に多いとされる。
7. 「隠密型」 存在を悟られずに近づいたり、遠方から動向を探ることができる魔力。
8. 「付呪型」 自然の力、または自然ならざる力を武器や道具に付与する魔力。
9. 「神託型」 天気や未来を予知する人智を超えた魔力。9種の型の中で最も稀少。

2つ以上の型を操る者は珍しく、4つ以上の型を有する者は万人に一人の「英雄型」と呼ばれる。
木霊の谷
巨人族と妖精族が暮らしている平和な谷だったが、聖騎士タリスカーの手によって壊滅状態に陥っていた。
シスタナ
アンの故郷。イロンシッドが女神族の代わりに住民達を生贄に魔神族を封印しようと目論んだ。
カント
巨大な建造物のような形をした宿場町。
ダルフレア山脈
リオネスへとつながる山脈。魔神族の集落があり、ゴウセルが長老として治めている。
混沌の穴〈カオスホール〉
キャメロット内を行き来する空間の穴。どこへつながっているかはランダムである。
アンヌヴンの大釜
キャメロットに疑念を抱いた者を反逆者として収監する監獄。

## 書誌情報
- 鈴木央 『黙示録の四騎士』 講談社〈講談社コミックスマガジン〉、既刊22巻（2025年7月16日現在）
  1. 2021年4月16日発売[9]、ISBN 978-4-06-522982-8
  2. 2021年6月17日発売[10]、ISBN 978-4-06-523579-9
  3. 2021年9月17日発売[11]、ISBN 978-4-06-524838-6
  4. 2021年11月17日発売[12]、ISBN 978-4-06-525999-3
  5. 2022年1月17日発売[13]、ISBN 978-4-06-526601-4
  6. 2022年3月17日発売[14]、ISBN 978-4-06-527286-2
  7. 2022年5月17日発売[15]、ISBN 978-4-06-527911-3
  8. 2022年8月17日発売[16]、ISBN 978-4-06-528656-2
  9. 2022年11月17日発売[17]、ISBN 978-4-06-529487-1
  10. 2023年1月17日発売[18]、ISBN 978-4-06-529938-8
  11. 2023年3月16日発売[19]、ISBN 978-4-06-530933-9
  12. 2023年6月15日発売[20]、ISBN 978-4-06-531567-5
  13. 2023年8月17日発売[21]、ISBN 978-4-06-532614-5
  14. 2023年10月17日発売[22]、ISBN 978-4-06-533154-5
  15. 2024年1月17日発売[23]、ISBN 978-4-06-534182-7
  16. 2024年4月17日発売[24]、ISBN 978-4-06-535177-2
  17. 2024年6月17日発売[25]、ISBN 978-4-06-535783-5
  18. 2024年9月17日発売[26]、ISBN 978-4-06-536519-9
  19. 2024年11月15日発売[27]、ISBN 978-4-06-537435-1
  20. 2025年2月17日発売[28]、ISBN 978-4-06-538418-3
  21. 2025年4月16日発売[29]、ISBN 978-4-06-539096-2
  22. 2025年7月16日発売[30]、ISBN 978-4-06-539739-8
- 鈴木央 『黙示録の四騎士 公式ファンブック 解体罪書 Knights Of Hope』 講談社〈KCデラックス〉、2023年10月17日発売[31]、ISBN 978-4-06-533180-4

## テレビアニメ
『七つの大罪 黙示録の四騎士』（ななつのたいざい もくしろくのよんきし）のタイトルで、第1期は2023年10月8日から2024年3月31日までTBS系列にて連続2クールで放送された。
第2期は2024年10月6日から12月29日まで同系列にて放送された。

### スタッフ
- 原作 - 鈴木央[4]
- 監督 - 小平麻紀[4]
- シリーズ構成・脚本 - 村越繁[4]
- キャラクターデザイン - 髙田洋一[4]
- 美術監督・美術設定 - 村本奈津江
- 美術設定 - 大貫雄司（第3 - 11、16話）、石田杏里（第9 - 11、16 - 21、23、24話）、大原盛仁（第24、25話）
- 色彩設計 - 小島真喜子
- 撮影監督 - 野口龍生
- 編集 - 笠原義宏、グッド・ジョブTOKYO
- CGIプロデューサー - 伊東耕平、菊地等（第1期）
- 3DCGディレクター - sankaku△
- 音響監督 - 小泉紀介
- メインテーマ - 澤野弘之、KOHTA YAMAMOTO[4]
- 音楽 - KOHTA YAMAMOTO[4]
- 音楽制作 - VAP
- チーフプロデューサー - 古川慎、岸田拓磨
- プロデューサー - 佐藤尚哉、佐藤史子、吉尾宗太、田中潤一朗
- アニメーションプロデューサー - 田中奈都湖
- アニメーション制作 - テレコム・アニメーションフィルム[4]
- 企画プロデュース - UNLIMITED PRODUCE by TMS[4]
- 製作・著作 - 「七つの大罪 黙示録の四騎士」製作委員会（講談社、トムス・エンタテインメント、VAP、TBSテレビ、サミー、電通、ムービック、丸井）

### 主題歌
「UP TO ME!」
Little Glee Monsterによる第1期第1クールオープニングテーマ。作詞・作曲・編曲はCarlos K.。
「Friends Are For」
MOONCHILDによる第1期第1クールエンディングテーマ。作詞はJJean、YVES&ADAMS、作曲はALYSA、JJean、編曲はALYSA、ΦMI。
「Your Key」
JO1による第1期第2クールオープニングテーマ。作詞・作曲はYohei、KENTZ、D&H、編曲はKENTZ、D&H。
「未完成」
ざきのすけ。による第1期第2クールエンディングテーマ。作詞はざきのすけ。、作曲はCarlos Okabe、maeshima soshi、編曲はmaeshima soshi。
「MMH」
UVERworldによる第2期オープニングテーマ。作詞・作曲はTAKUYA∞、編曲はUVERworld、平山悟。
「アカイロ」
Hana Hopeによる第2期エンディングテーマ。作詞・作曲・編曲はUTA。

### 各話リスト
| 話数   | サブタイトル                    | 絵コンテ            | 演出                                      | 作画監督 | 総作画監督                    | 初放送日       |       |       |       |       |       |       |       |       |       |       |       |       |       |       |       |       |       |       |
| 第1期  | 第1期                           | 第1期               | 第1期                                     | 第1期 | 第1期                         | 第1期          | 第1期 | 第1期 | 第1期 | 第1期 | 第1期 | 第1期 | 第1期 | 第1期 | 第1期 | 第1期 | 第1期 | 第1期 | 第1期 | 第1期 | 第1期 | 第1期 | 第1期 | 第1期 |
| ------ | ------------------------------- | ------------------- | ----------------------------------------- | --- | ----------------------------- | -------------- | ----- | ----- | ----- | ----- | ----- | ----- | ----- | ----- | ----- | ----- | ----- | ----- | ----- | ----- | ----- | ----- | ----- | ----- |
| 第1話  | 少年は旅立つ                    | 小平麻紀            | 小平麻紀                                  | 白井裕美子 | 髙田洋一                      | 2023年 10月8日 |       |       |       |       |       |       |       |       |       |       |       |       |       |       |       |       |       |       |
| 第2話  | 未知なる力                      | 小平麻紀            | 小山田桂子                                | 末永宏一 林智子 西出彩香 酒田愛子 白井裕美子 鈴木美咲 | 髙田洋一                      | 10月15日       |       |       |       |       |       |       |       |       |       |       |       |       |       |       |       |       |       |       |
| 第3話  | 〈黙示録の四騎士〉              | 小平麻紀            | 小平麻紀                                  | 白井裕美子 | 髙田洋一                      | 10月22日       |       |       |       |       |       |       |       |       |       |       |       |       |       |       |       |       |       |       |
| 第4話  | 木霊の谷の悪魔                  | 小平麻紀            | 金旼宣                                    | 浦中利浩 宍戸久美子 江崎稔 ジャン・ミンホ 中村与史子 上月庸右 竹之内裕紀 酒田愛子 西出彩華                                                                                       | 髙田洋一                      | 10月29日       |       |       |       |       |       |       |       |       |       |       |       |       |       |       |       |       |       |       |
| 第5話  | さらなる決意                    | 矢野雄一郎          | 矢野雄一郎                                | 三浦雅子 西川真人 野口寛明 西出彩華 | 髙田洋一                      | 11月5日        |       |       |       |       |       |       |       |       |       |       |       |       |       |       |       |       |       |       |
| 第6話  | 戦慄のシスタナ                  | 福島宏之            | 殿勝秀樹                                  | 杉山直輝 Lee Juhyeon Song Jinyeong Kim Nanum 西出彩華 岡崎洋美 | 髙田洋一                      | 11月19日       |       |       |       |       |       |       |       |       |       |       |       |       |       |       |       |       |       |       |
| 第7話  | その魔力の名は                  | 富沢信雄            | 富沢信雄                                  | 末永宏一 飯飼一幸 張民浩 朴守福 佐々木幸恵 中村与史子 南伸一郎 西出彩香 鈴木美咲                                                                                                 | 髙田洋一                      | 11月26日       |       |       |       |       |       |       |       |       |       |       |       |       |       |       |       |       |       |       |
| 第8話  | 幼き勇者たち                    | 横堀久雄            | 山登有花                                  | 野口寛明 三浦雅子 八木元喜 山道到威 西出彩華 西川真人 江崎稔 | 髙田洋一 鈴木美咲             | 12月3日        |       |       |       |       |       |       |       |       |       |       |       |       |       |       |       |       |       |       |
| 第9話  | 師と弟子                        | 福島宏之            | 土屋康郎                                  | 酒田愛子 岡崎洋美 杉山直輝 Lee Joohyun Song Jinyeong アルベルト・キエ Zhao Xiao Chuan Xu Chao Chen Lingling Jiang Hai Hua                                                        | 白井裕美子 髙田洋一           | 12月10日       |       |       |       |       |       |       |       |       |       |       |       |       |       |       |       |       |       |       |
| 第10話 | 破滅の咆哮                      | 矢野雄一郎          | 土屋康郎                                  | 酒田愛子 西出彩香 張民浩 朴守福 Lee Jung Phil Lee Sang Jin | 白井裕美子                    | 12月17日       |       |       |       |       |       |       |       |       |       |       |       |       |       |       |       |       |       |       |
| 第11話 | 本物の聖騎士                    | 富沢信雄            | 春日森春木                                | 鈴木美咲 野口寛明 三浦雅子 宍戸久美子 西川真人 八木元喜 | 末永宏一                      | 12月24日       |       |       |       |       |       |       |       |       |       |       |       |       |       |       |       |       |       |       |
| 第12話 | 邪悪なる試み                    | 福島宏之            | 富沢信雄                                  | 趙小川 姜海華 陳玲玲 | 髙田洋一 末永宏一             | 2024年 1月7日  |       |       |       |       |       |       |       |       |       |       |       |       |       |       |       |       |       |       |
| 第13話 | 追い詰められる者                | 福島宏之            | 減辺千伽 かまどん                         | 宇良今日子 桜井このみ 南伸一郎 松下純子 高橋こう平 徐蘭 STUDIO CL Ritera pictures                                                                                                | 白井裕美子                    | 1月14日        |       |       |       |       |       |       |       |       |       |       |       |       |       |       |       |       |       |       |
| 第14話 | ゴート・シン                    | 小山田桂子          | 小山田桂子                                | 飯飼一幸 三浦雅子 宍戸久美子 鈴木美咲 野口寛明 西出彩華 張民浩 朴守福 イ・サンジン                                                                                               | 鈴木美咲                      | 1月21日        |       |       |       |       |       |       |       |       |       |       |       |       |       |       |       |       |       |       |
| 第15話 | 闇のタリスマン                  | 福島宏之            | 金旼宣                                    | 西出彩華 八木元喜 瀬尾康博 西川真人 Park Shinjun Lee Munsu Park Joohyun Kang Seongkwon                                                                                           | 末永宏一                      | 1月28日        |       |       |       |       |       |       |       |       |       |       |       |       |       |       |       |       |       |       |
| 第16話 | シンとの別れ                    | 大地丙太郎 福島宏之 | 土屋康郎                                  | 髙田洋一 張民浩 山下梓 | 酒田愛子                      | 2月4日         |       |       |       |       |       |       |       |       |       |       |       |       |       |       |       |       |       |       |
| 第17話 | リオネス王                      | 江副仁美            | 山登有花                                  | 三浦雅子 北川知子 瀬尾康博 竹内アキラ 岡崎洋美 飯飼一幸 熊谷小夏 Lee Jae Min Ho Seong Jin                                                                                        | 髙田洋一 渡邊葉瑠 岡崎洋美    | 2月11日        |       |       |       |       |       |       |       |       |       |       |       |       |       |       |       |       |       |       |
| 第18話 | 予言の騎士の邂逅                | 大地丙太郎          | 減辺千伽 田尻賀子                         | 小林ゆかり 高橋こう平 小菅和久 山道到威 STUDIO CL Ritera pictures クルガ | 白井裕美子 髙田洋一           | 2月18日        |       |       |       |       |       |       |       |       |       |       |       |       |       |       |       |       |       |       |
| 第19話 | 灼熱のリオネス                  | 金旼宣              | 金旼宣                                    | 野口寛明 宍戸久美子 八木元喜 西出彩華 竹内アキラ 金子みき Lee San gjin Lee Jae Min Ho Seong Jin 趙小川 陳玲玲 王敏 劉冬冬                                                        | 末永宏一 髙田洋一             | 2月25日        |       |       |       |       |       |       |       |       |       |       |       |       |       |       |       |       |       |       |
| 第20話 | じゃじゃ馬ならし                | 春日森春木          | 春日森春木                                | 北川知子 三浦雅子 | 酒田愛子                      | 3月3日         |       |       |       |       |       |       |       |       |       |       |       |       |       |       |       |       |       |       |
| 第21話 | 〈黙示録の四騎士〉VS 混沌の使徒 | 辻初樹              | 小山田桂子                                | 西川真人 飯飼一幸 八木元喜 瀬尾康博 岡崎洋美 三浦雅子 西出彩華 趙小川 陳玲玲 王敏 周健 劉冬冬 Lww San gjin Lee Jae Min                                                           | 八木元喜                      | 3月10日        |       |       |       |       |       |       |       |       |       |       |       |       |       |       |       |       |       |       |
| 第22話 | 凍てつき燃ゆる心                | 西田正義            | 小平麻紀 北林凜太郎 西村大樹              | 宇良今日子 しろくま ひげのおじさん 橋本穂高 斉藤茉莉 野口智也 高永强 呼士鐸 胡婉如 彭曉萌 汪劍文 王昕帆 衛思晴 蘭彥軍 毛曼麗 顧雨帆 趙菲婭 髙田洋一 白井裕美子 酒向大輔 西出彩華 | 酒田愛子 孟凡昌 張𬔼北 李雨菲 | 3月17日        |       |       |       |       |       |       |       |       |       |       |       |       |       |       |       |       |       |       |
| 第23話 | 王国聖騎士VSメラガラン          | 増田敏彦            | 土屋康郎                                  | 張民浩 趙小川 陳玲玲 王敏 周健 劉冬冬 Lee Jong Man 竹内アキラ 白井裕美子 西出彩華                                                                                                | 末永宏一                      | 3月24日        |       |       |       |       |       |       |       |       |       |       |       |       |       |       |       |       |       |       |
| 第24話 | 降臨                            | 友永和秀 春日森春木 | 富沢信雄 春日森春木                       | 下島誠 北川知子 三浦雅子 宍戸久美子 飯飼一幸 西出彩華 | 髙田洋一 白井裕美子           | 3月31日        |       |       |       |       |       |       |       |       |       |       |       |       |       |       |       |       |       |       |
| 第2期  |                                 |                     |                                           | |                               |                |       |       |       |       |       |       |       |       |       |       |       |       |       |       |       |       |       |       |
| 第25話 | 王の威光                        | 小平麻紀            | 土屋康郎                                  | 髙田洋一 酒田愛子 末永宏一 三浦雅子 下島誠 宍戸久美子 竹内アキラ 張民浩 | 白井裕美子                    | 2024年 10月6日 |       |       |       |       |       |       |       |       |       |       |       |       |       |       |       |       |       |       |
| 第26話 | 別れの決意                      | 小平麻紀            | 春日森春木 張寶華 富沢信雄                | 呼士鐸 王昕帆 陳杜 彭曉萌 衛思晴 丁亦楠 髙田洋一 西出彩華 | 張𬔼北 孟凡昌 李雨飛          | 10月13日       |       |       |       |       |       |       |       |       |       |       |       |       |       |       |       |       |       |       |
| 第27話 | ギネヴィア                      | 金旼宣              | 金旼宣 富沢信雄                           | 髙田洋一 末永宏一 八木元喜 西出彩華 下島誠 三浦雅子 張民浩 | 酒田愛子 髙橋成之             | 10月20日       |       |       |       |       |       |       |       |       |       |       |       |       |       |       |       |       |       |       |
| 第28話 | 対峙                            | 富沢信雄            | 林映辰                                    | Shin soo-ryeon Woo keum-young Lee mi-kyoung Hong bong-gyun | 白井裕美子 酒田愛子           | 11月3日        |       |       |       |       |       |       |       |       |       |       |       |       |       |       |       |       |       |       |
| 第29話 | 壁の町の戦い                    | 春日森春木          | 小平麻紀 富沢信雄 姜濤                    | 呼士鐸 陳杜 李雨飛 王昕帆 司明宇 高永強 禚金琪 丁振 白井裕美子 末永宏一 西出彩華 酒田愛子 下島誠                                                                                 | 張𬔼北 孟凡昌                 | 11月10日       |       |       |       |       |       |       |       |       |       |       |       |       |       |       |       |       |       |       |
| 第30話 | 追想の炎                        | 西田正義            | 土屋康郎                                  | 末永宏一 髙橋成之 三浦雅子 竹内アキラ 宍戸久美子 岡崎洋美 張民浩 髙田洋一 | 髙橋成之 酒田愛子             | 11月17日       |       |       |       |       |       |       |       |       |       |       |       |       |       |       |       |       |       |       |
| 第31話 | 狂王                            | 大地丙太郎          | 金旼宣 富沢信雄 小平麻紀 姜濤             | 髙田洋一 下島誠 八木元喜 西出彩華 竹内アキラ 張民浩 呼士鐸 陳杜 李雨飛 王昕帆 丁亦楠                                                                                             | 張𬔼北                        | 11月24日       |       |       |       |       |       |       |       |       |       |       |       |       |       |       |       |       |       |       |
| 第32話 | 救い主様                        | 富沢信雄            | 金旼宣 富沢信雄                           | 末永宏一 八木元喜 西出彩華 下島誠 張民浩 | 髙田洋一                      | 12月1日        |       |       |       |       |       |       |       |       |       |       |       |       |       |       |       |       |       |       |
| 第33話 | 災いのベヒモス                  | 西田正義            | 土屋康郎 Lee Jeon jong Shin Min Seop 姜濤 | 西出彩華 八木元喜 下島誠 末永宏一 Lee Jong Man Ho Seong Jin 王昕帆 丁亦楠 禚金琪 丁振 司明宇 陳杜                                                                                | 張𬔼北                        | 12月8日        |       |       |       |       |       |       |       |       |       |       |       |       |       |       |       |       |       |       |
| 第34話 | 揺れるココロ                    | 西田正義            | 酒向大輔                                  | 酒向大輔 末永宏一 岡崎洋美 三浦雅子 西出彩華 髙田洋一 趙小川 徐超 陳玲玲 姜海華 過淑齢                                                                                           | 酒向大輔 白井裕美子           | 12月15日       |       |       |       |       |       |       |       |       |       |       |       |       |       |       |       |       |       |       |
| 第35話 | 宿命の少年                      | 富沢信雄            | 土屋康郎                                  | 末永宏一 八木元喜 西出彩華 宍戸久美子 下島誠 張民浩 趙小川 徐超 陳玲玲 姜海華 周文龍 賈红 馮慶 沈益智                                                                            | 髙橋成之 酒田愛子 髙田洋一    | 12月22日       |       |       |       |       |       |       |       |       |       |       |       |       |       |       |       |       |       |       |
| 第36話 | 強者たちの宴                    | 富沢信雄 小平麻紀   | 富沢信雄                                  | 下島誠 竹内アキラ 石川健介 三浦雅子 八木元喜 張民浩 | 髙田洋一                      | 12月29日       |       |       |       |       |       |       |       |       |       |       |       |       |       |       |       |       |       |       |

### 放送局
| 放送期間                                                                 | 放送時間           | 放送局                                  | 対象地域・備考 |
| ------------------------------------------------------------------------ | ------------------ | --------------------------------------- | -------------- |
| 2023年10月8日 - 2024年3月31日（第1期） 2024年10月6日 - 12月29日（第2期） | 日曜 16:30 - 17:00 | TBSテレビ（製作参加）ほか TBS系列全28局 | 日本国内       |

| 配信開始日     | 配信時間            | 配信サイト |
| -------------- | ------------------- | --- |
| 2023年10月8日  | 日曜 17:10 更新     | Netflix |
| 2023年10月15日 | 日曜 17:10以降 更新 | ABEMA Amazon Prime Video auスマートパスプレミアム DMM TV dアニメストア FOD Hulu JCOMオンデマンドメガパック Lemino milplus TELASA U-NEXT アニメタイムズ アニメ放題 Disney+ ニコニコ生放送 ニコニコチャンネル バンダイチャンネル ふらっと動画 TVer TBS FREE |
| 2023年10月22日 | 日曜 18:00 更新     | YouTube |

### BD
| 巻     | 発売日        | 収録話          | 規格品番   | 規格品番   |
| 巻     | 発売日        | 収録話          | BD         | DVD        |
| ------ | ------------- | --------------- | ---------- | ---------- |
| BOX I  | 2024年3月20日 | 第1話 - 第12話  | VPXY-75180 | VPBY-15781 |
| BOX II | 2024年6月19日 | 第13話 - 第24話 | VPXY-75181 | VPBY-15782 |

| 巻      | 発売日        | 収録話          | 規格品番   | 規格品番   |
| 巻      | 発売日        | 収録話          | BD         | DVD        |
| ------- | ------------- | --------------- | ---------- | ---------- |
| BOX III | 2025年3月26日 | 第25話 - 第36話 | VPXY-75200 | VPBY-15797 |

| TBS 日曜 16:30 - 17:00                       | TBS 日曜 16:30 - 17:00                                                                 | TBS 日曜 16:30 - 17:00          |
| 前番組                                       | 番組名                                                                                 | 次番組                          |
| -------------------------------------------- | -------------------------------------------------------------------------------------- | ------------------------------- |
| （単発番組） - ※本番組までローカルセールス枠 | 七つの大罪 黙示録の四騎士 （第1期） - ※本番組よりテレビアニメ、 ネットワークセールス枠 | 戦隊大失格 - （1st season）     |
| 杖と剣のウィストリア （第1期）               | 七つの大罪 黙示録の四騎士 （第2期）                                                    | 地縛少年花子くん2 （第1クール） |

## ゲーム

### モバイルゲーム
七つの大罪 〜光と闇の交戦（グランドクロス）〜
スマートフォン・タブレット向けゲームとして、前作『七つの大罪』を題材にNetmarbleより配信されていたが、2024年9月26日からは本作のメインストーリーが本格始動した。

### 体験型ゲーム
七つの大罪 黙示録の四騎士×本屋巡りLINE謎解きゲーム
体験型ゲームとして、東京都内の各書店（180店舗）にて東京都書店商業組合の主催、株式会社トーハンの協力、NAZO×NAZO劇団の企画制作により開催。参加費は無料。原作者・鈴木央考案のオリジナル聖騎士が登場する。
- 第1弾「本の迷宮（ブック・ラビリンス）からの脱出」編（2023年10月27日 - 2024年2月12日）
- 第2弾「謎の聖騎士との対決」編（2023年12月1日 - 2024年2月12日）